# Kvarteret Taklampan

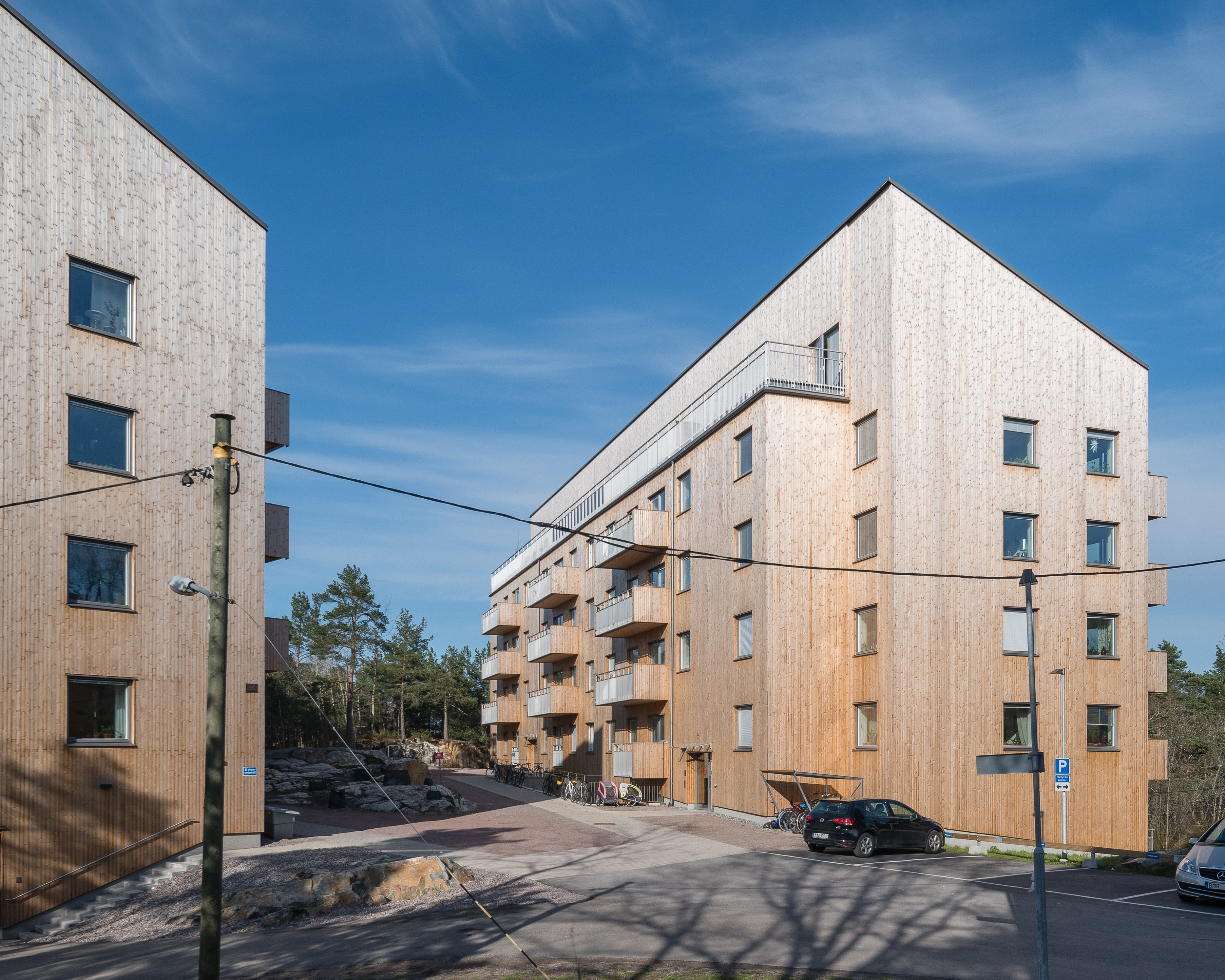
Taklampan 1 i maj 2018.

Kvarteret Taklampan är ett kvarter vid Finn Malmgrens väg 87 och 89 samt 116 och 118 i Björkhagen i Stockholms kommun.  Kvarteret omges av Finn Malmgrens väg i väster, Nackareservatet i öst, Karlsborgsvägen i söder samt Hammarbybacken i nordväst. Kvarteret består av fastigheten Taklampan 1 och är ett av tio nya byggprojekt i Stockholms kommun som nominerades till Årets Stockholmsbyggnad 2018.

## Etymologi
Samtliga kvartersnamn i nordöstra Björkhagen tillkom under 30-talet då huvudsakligen Hammarbyhöjden började att bebyggas. Kvarteren är uppkallade efter olika varianter av lampor, exempelvis Kristallkronan, Bordslampan och Lampetten.

## Kvarteret
Husen består av 64 lägenheter och är belägna i skogsbrynet där Nackareservatet börjar. Fastigheten är en nollenergifastighet. Det innebär att husen generar lika mycket energi på årsbasis som de förbrukar för värme vatten och fastighetsel. På fastighetsmässan i mars 2017 utsågs nollenergifastigheten Taklampan 1 till "Framtidens fastighet 2017" med motiveringen:
| ” | Till en fastighet som har gjort ett avtryck med en hållbar vision för framtiden. En fastighet som ur alla perspektiv har byggts med en stark framtidsvision. Fastigheten är hållbar, energieffektiv, har nytänkande teknik och ett hållbart miljötänk ur flera aspekter. Fastigheten skapar en användarvänlighet för människorna som vistas i och utanför fastigheten. En fastighet som är byggd för framtidens utmaningar helt enkelt. | „ |

## Bilder

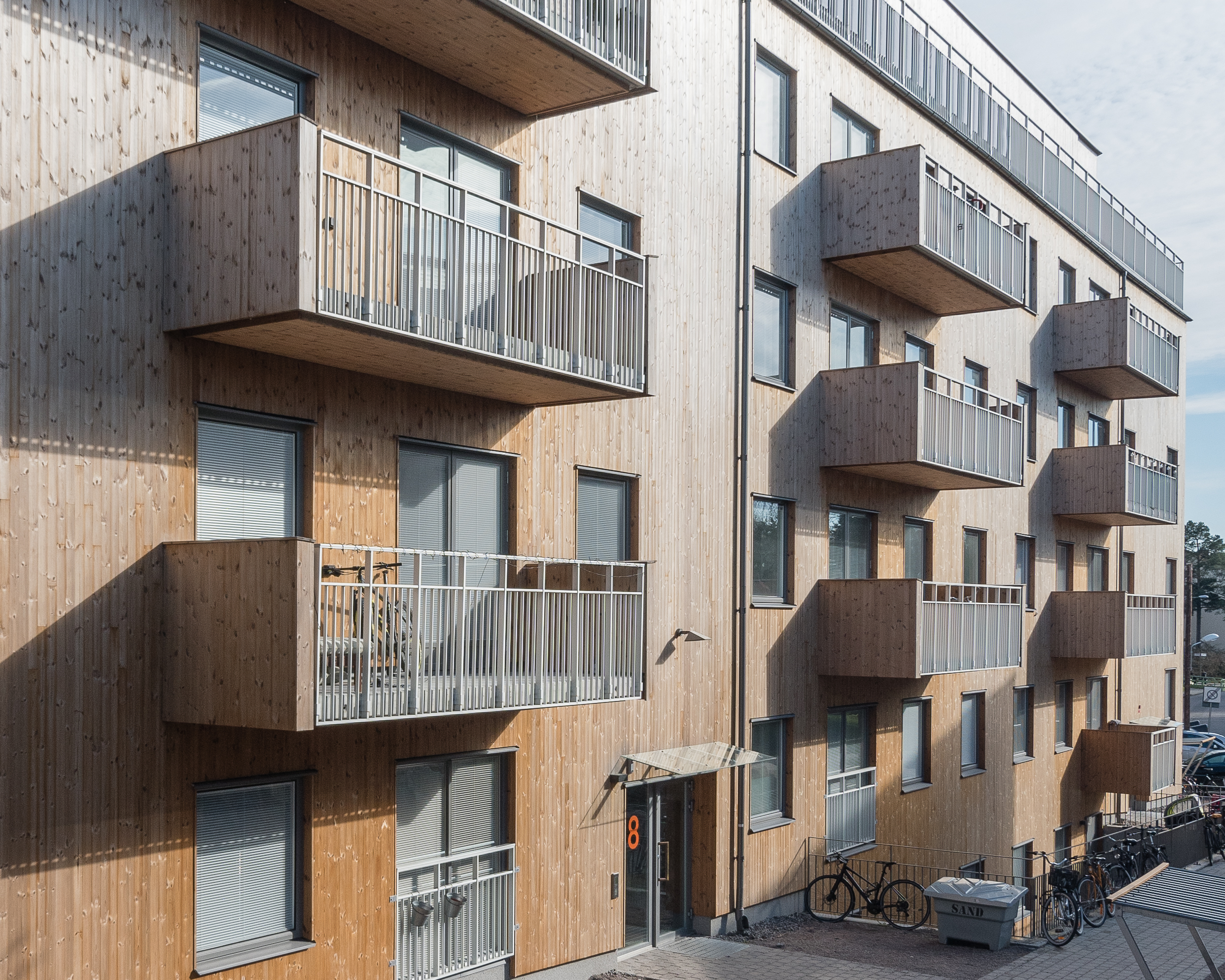
Fasad mot gården.
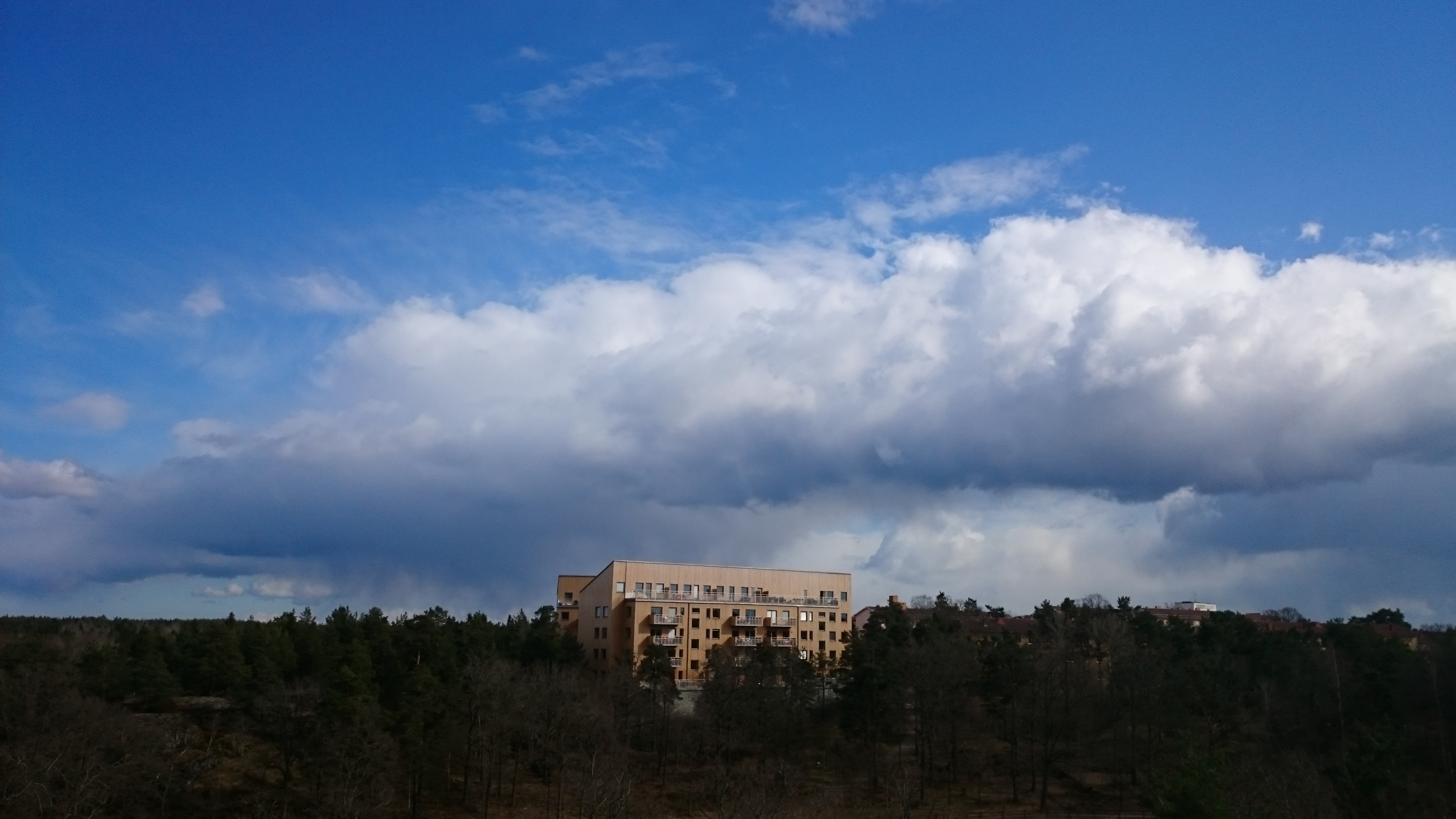
Vy från Hammarbybacken i nordväst.
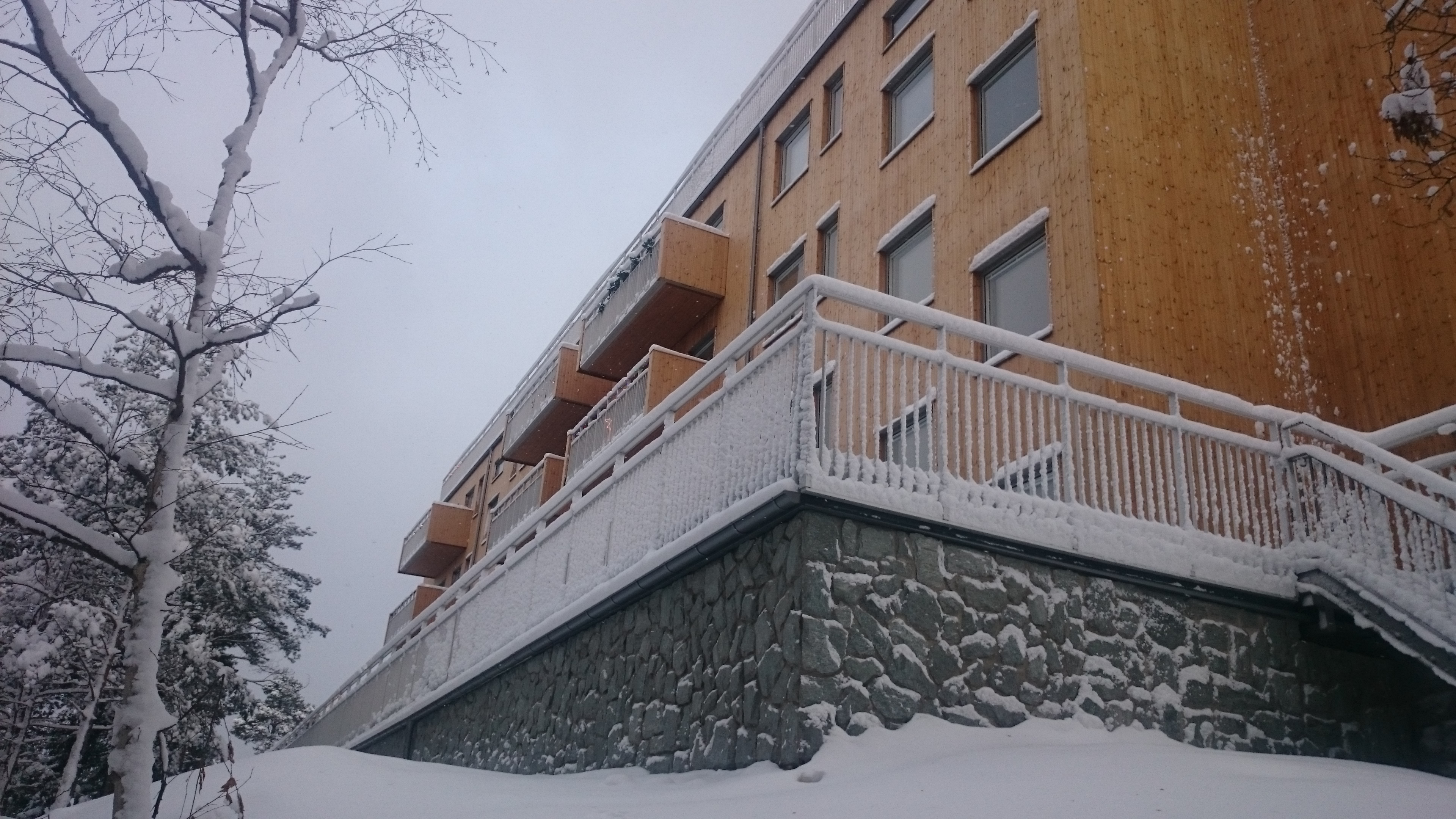
Fasad mot väster.

## Väskberget i Hammarbyhöjden
Den 28 april 2017 invigdes Susanna Arwins konstverk "Väskberget i Hammarbyhöjden" av Stefan Ränk och Marianne Ränk från Einar Mattsson samt Roger Mogert, Stockholms före detta stadsbyggnads- och kulturborgarråd. Susanna Arwin är känd för sitt projekt "Den svenska tanten" och sin smyckserie "Handväskan". Konstnärens syfte med konstverket är att uppmana till mod och civilkurage.  

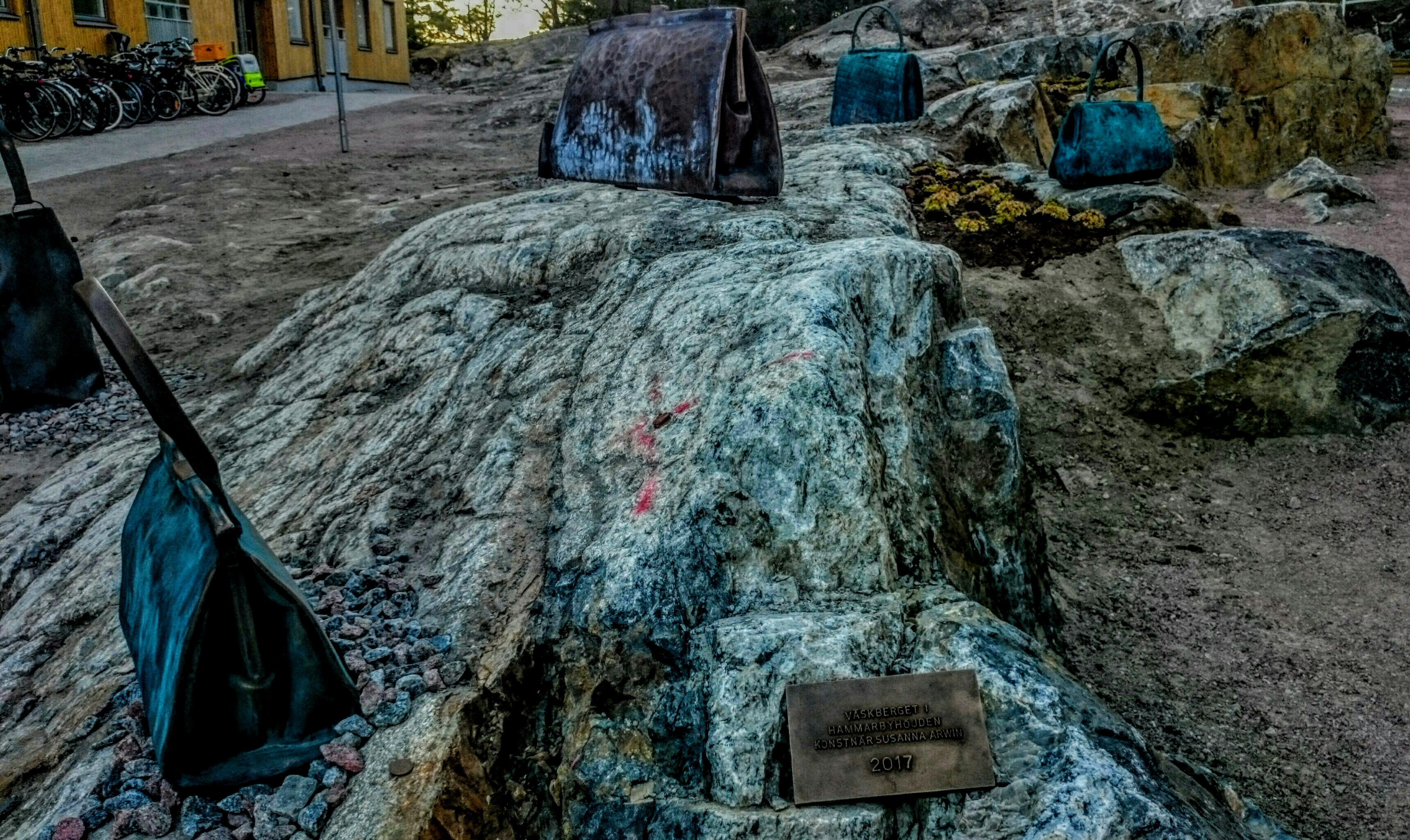
Väskberget i Hammarbyhöjden.
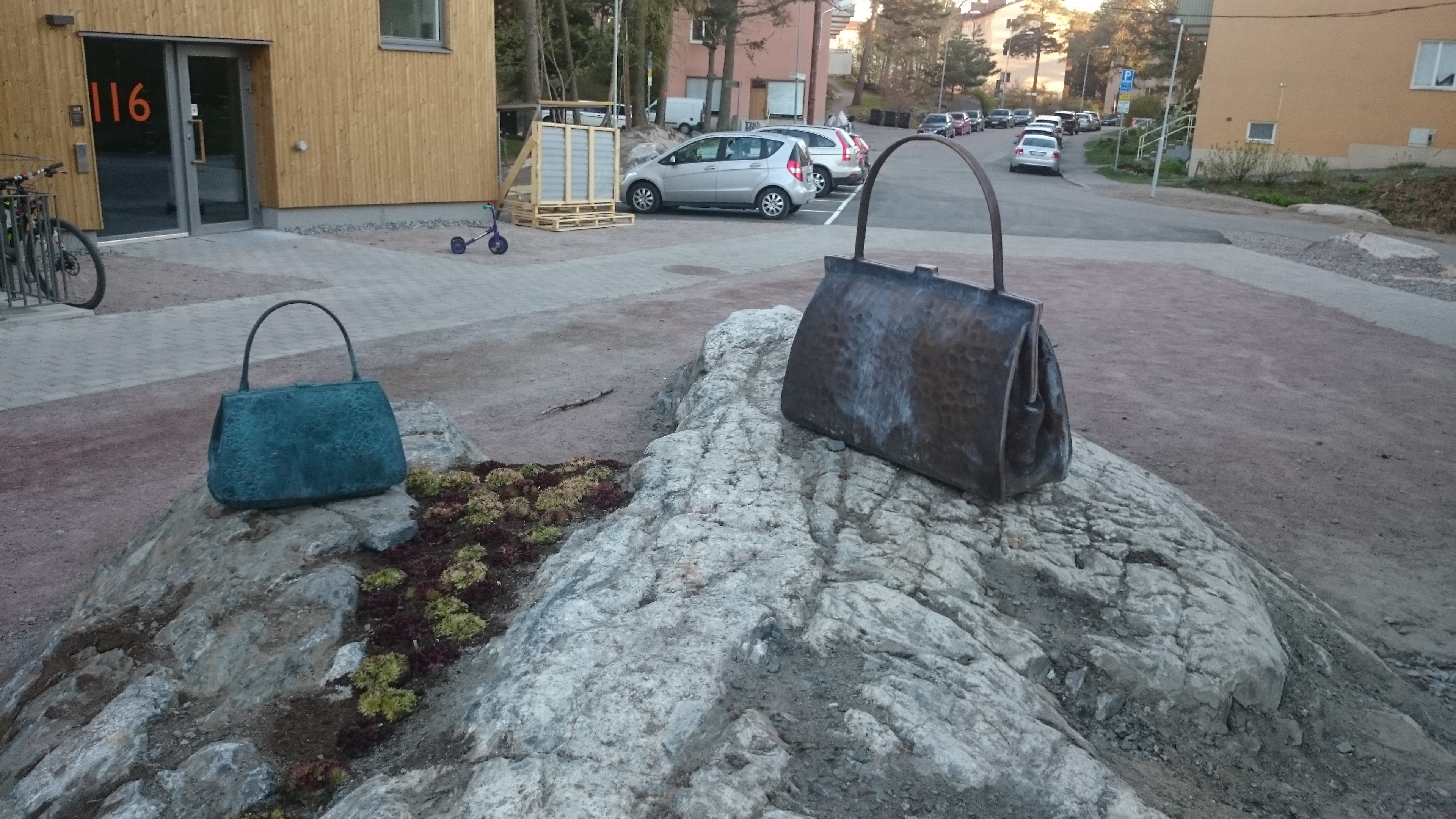
Väskberget i Hammarbyhöjden av Susanna Arwin.
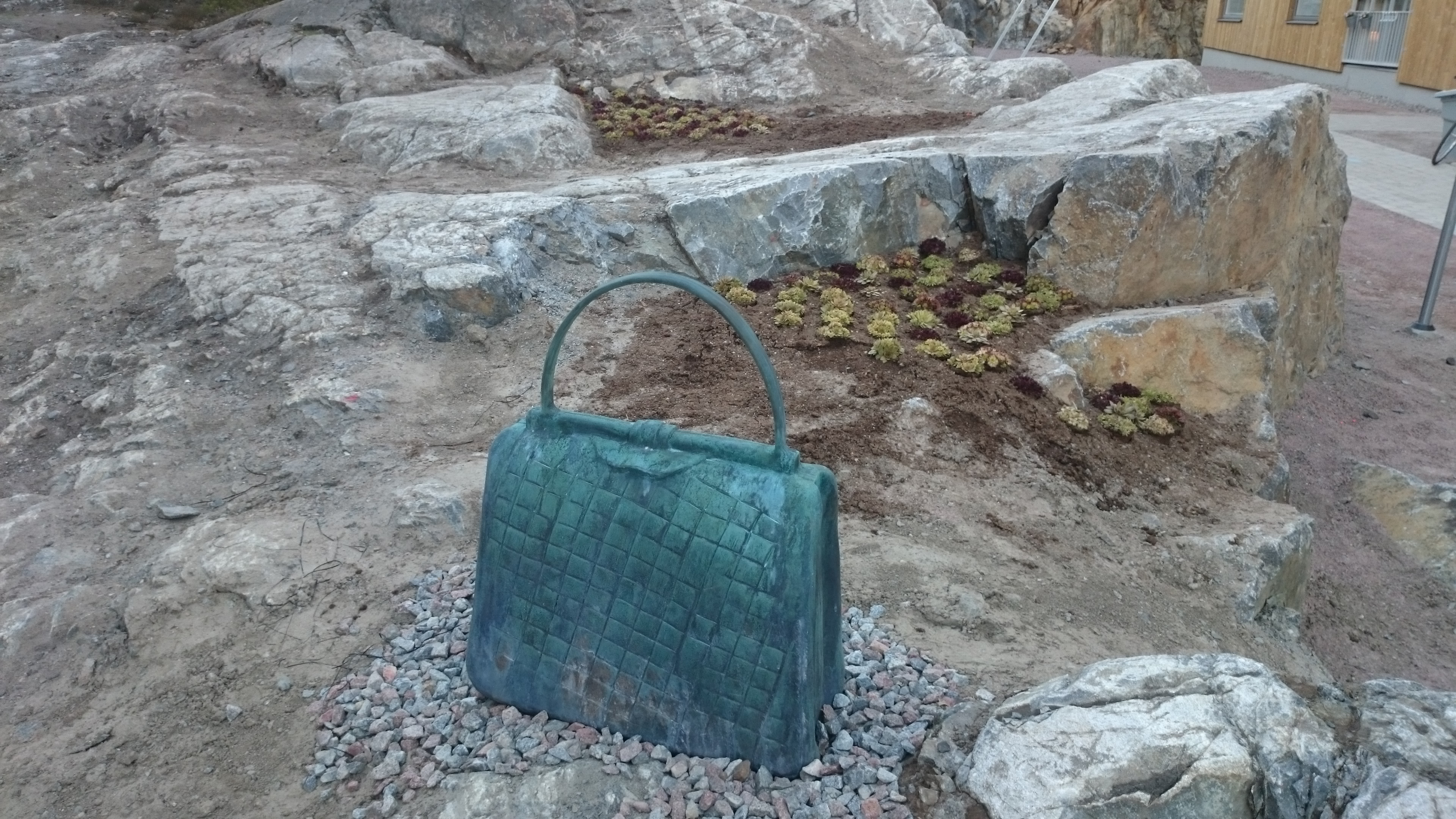
Väska på gården.